# Labastide
Labastide è un comune francese di 170 abitanti situato nel dipartimento degli Alti Pirenei nella regione dell'Occitania.

## Monumenti e luoghi d'interesse
Lo spazio preistorico di Labastide permette di scoprire il passato magdaleniano della località.

## Società

### Evoluzione demografica
Abitanti censiti